# Caldwell (Teksas)
Caldwell je grad u američkoj saveznoj državi Teksas. Prema popisu stanovništva iz 2010. u njemu je živjelo 4.104 stanovnika.